# پارتو (پیمونت)
پارتو (به ایتالیایی: Pareto) یک کومونه در ایتالیا است که در استان آلساندریا واقع شده‌است.

## خصوصیات
پارتو ۴۱٫۰ کیلومترمربع مساحت و ۶۴۳ نفر جمعیت دارد.

## خواهرخوانده
شهر Cauto Cristo خواهرخواندهٔ پارتو (پیمونت) هست.